# Pfarrkirche Maria Bild

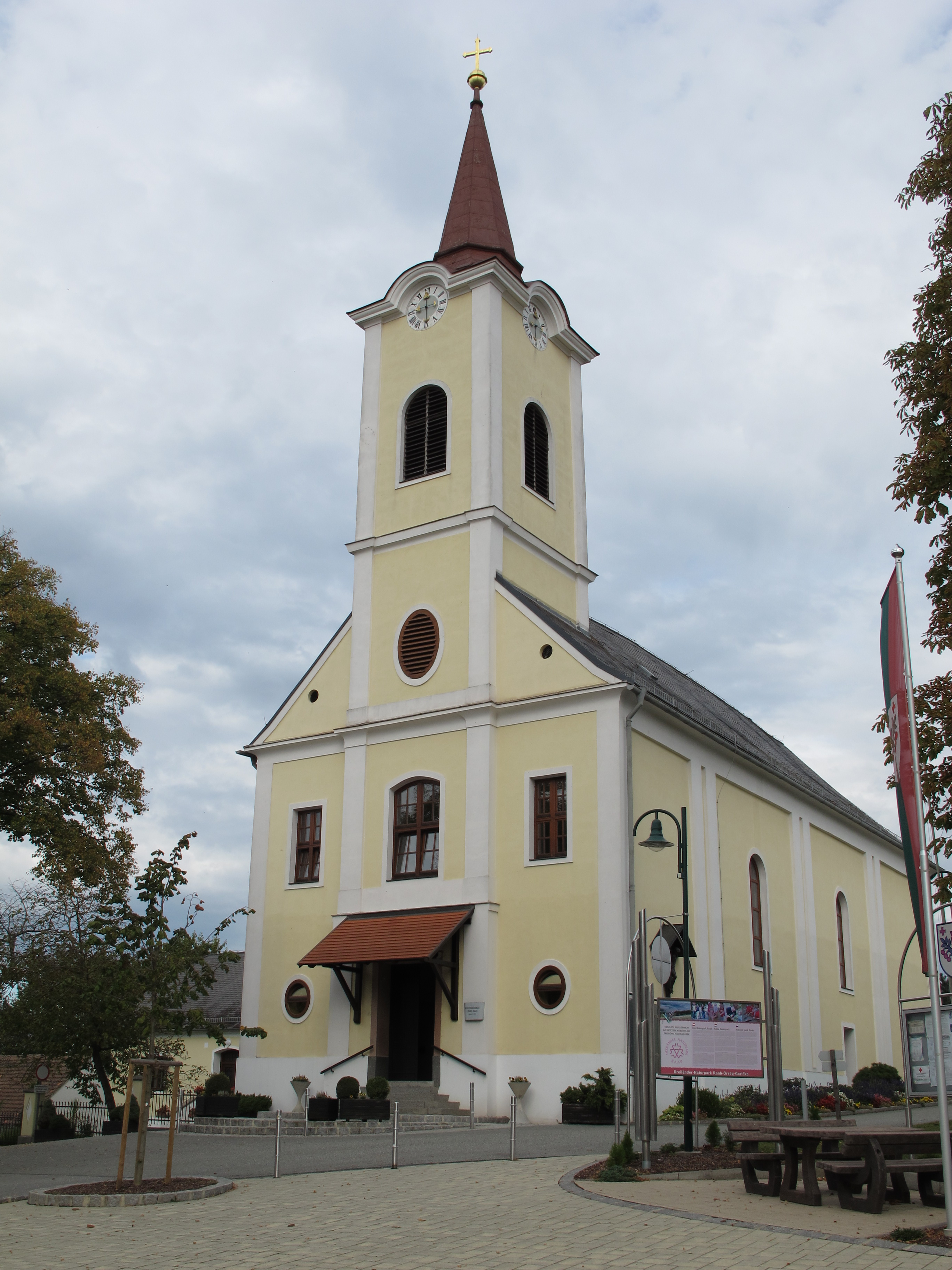
Wallfahrtskirche Maria Bild

Die römisch-katholische Pfarr- und Wallfahrtskirche Maria Bild in der Ortschaft Maria Bild der Gemeinde Weichselbaum (ungarisch: Badafalva) im Bezirk Jennersdorf im Burgenland ist dem Fest Mariä Heimsuchung geweiht und gehört zum Dekanat Jennersdorf.

## Geschichte
Die Geschichte der Wallfahrtskirche von Maria Bild begann 1676 im ungarischen Máriapócs. Damals malte ein ortsansässiger Maler ein Marienbild für die dortige Kirche. Auf dem Bild waren eines Tages Tränen zu sehen, die sich niemand erklären konnte. Nach dieser rätselhaften Erscheinung gelangte das Bild ziemlich rasch in den Stephansdom nach Wien. 
In diesem Zeitraum wurden die Zisterzienser von Stift Heiligenkreuz beauftragt, die Seelsorge im Raabtal zu übernehmen. Um dies zu bewerkstelligen, gründeten sie das Kloster St. Gotthard im heutigen Ungarn.
Pater Gerhard Hauer brachte 1749 eine Kopie des Bildes nach Weichselbaum und hängte es an einem Baum auf. Immer wieder verrichtete er hier sein Gebet. Nicht nur er, sondern auch Waldarbeiter und Bauern hielten vor dem Bild inne. Einer Legende nach trug es ein Holzarbeiter immer wieder ins Tal, von wo es immer wieder an seinen ursprünglichen Platz zurückkehrte.
Zum Schutz vor Wind und Wetter wurde eine kleine Kapelle errichtet. 
Das Bild erfreute sich ziemlich schnell großen Zustroms. Viele Pilger kamen zum Gnadenbild, einige siedelten sich hier auch an. 
Kaiser Joseph II. erteilte dem Stift Heiligenkreuz den Auftrag, zusätzliche Kirchen im Raabtal zu errichten. Daraufhin gründete das Kloster in St. Gotthard (heute: Szentgotthárd) im Jahr 1787 neben den beiden schon länger bestehenden Pfarren Mogersdorf und Jennersdorf die deutschsprachige Pfarre Maria Bild am Weichselbaum. 
Die heutige Pfarrkirche wurde im Jahre 1793 geweiht. 
Der Turm wurde 1900 renoviert, 1940 das Kircheninnere. Die Kirche wurde 1945 schwer beschädigt, jedoch nach dem Krieg wiederhergestellt. 1974 wurde die Kirche generalsaniert. 

## Architektur und Ausstattung

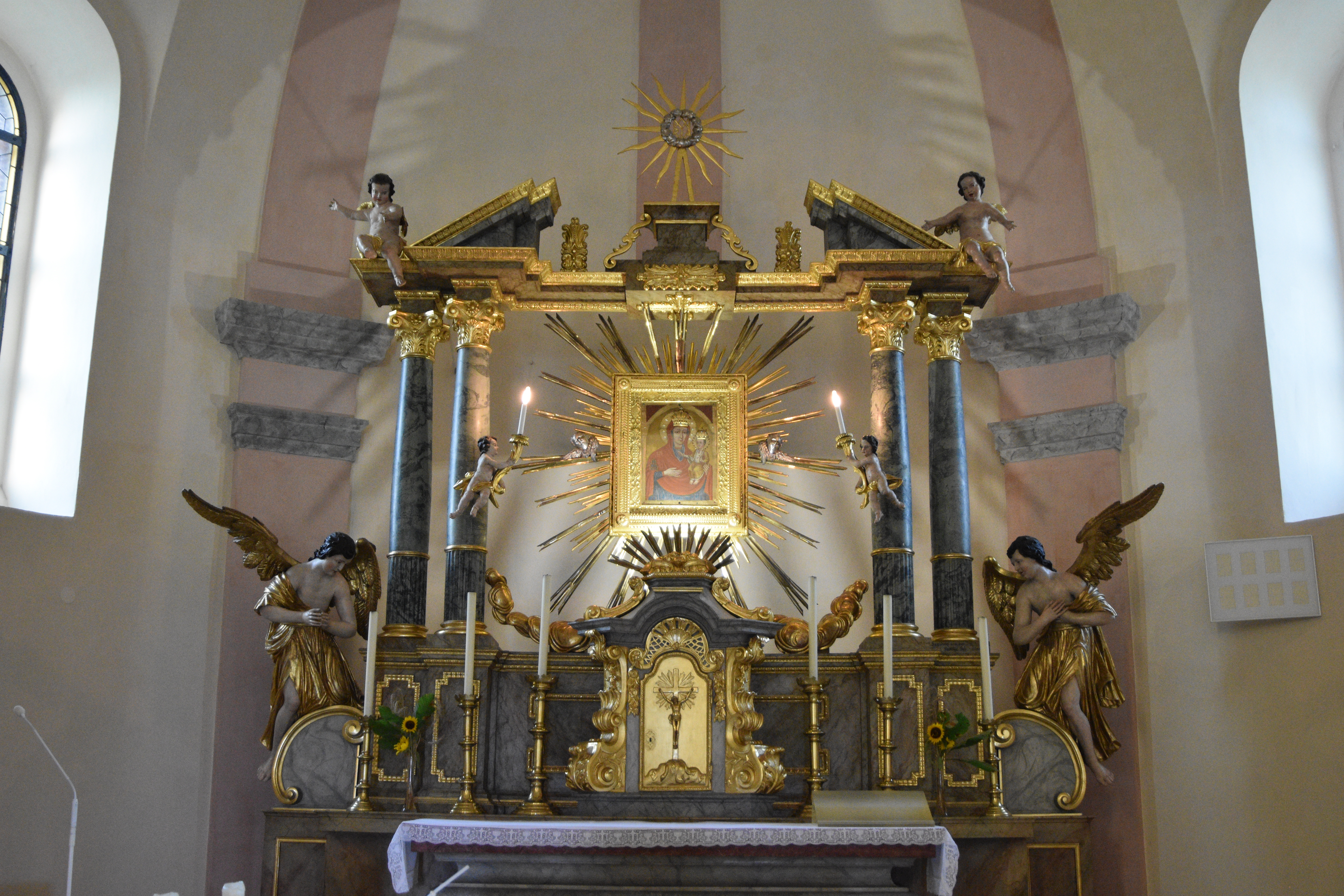
Der Hochaltar

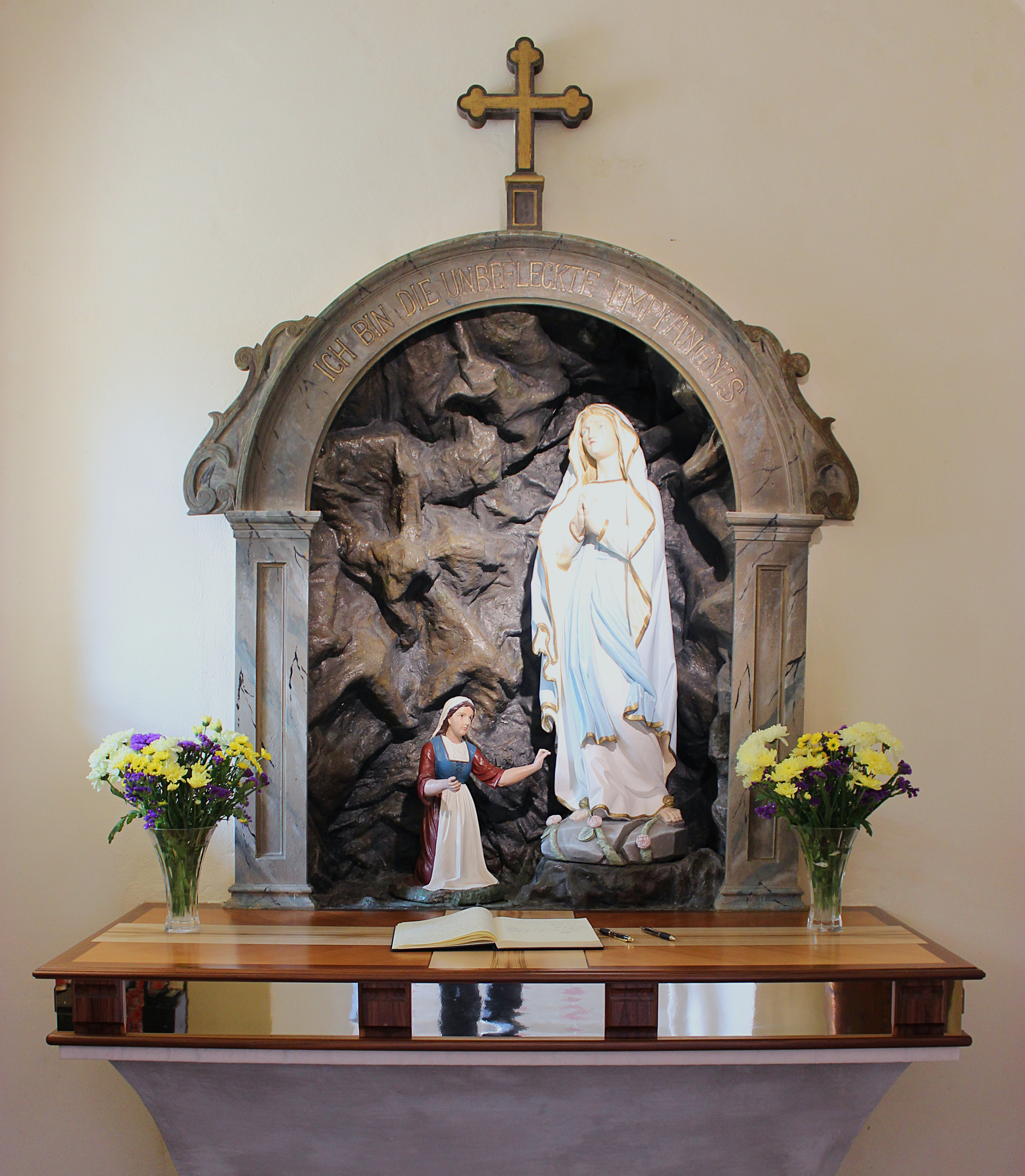
Seitenaltar

Das Bauwerk ist eine einschiffige Saalkirche mit halbrunder Apsis. Sie hat einen südlichen Fassadenturm mit Spitzhelm.
Das Kirchenschiff ist dreijochig mit Platzlgewölben zwischen Gurten, die auf Doppelpilastern ruhen. 
Die platzlunterwölbte Empore ist dreiachsig und steht auf Pfeilern.
Der Hochaltar wurde 1958 aus verschiedenen Teilen aus dem 18. und 19. Jahrhundert zusammengestellt. Die Mensa zieren spätbarocke Wappen. 
Die Kanzel wurde Ende des 18. Jahrhunderts errichtet.
Über der Tür zur Sakristei hängt ein modernes Bild das „Mariä Heimsuchung“ zeigt. Es wird gerahmt von einem Akanthus-Rahmen aus dem 18. Jahrhundert.
Die Orgel aus 1905 mit 10 Registern stammt von Gebrüder Rieger.